# یالماری کیونهیمو
یالماری کیونهیمو (فنلاندی: Jalmari Kivenheimo; ۲۵ سپتامبر ۱۸۸۹ – ۲۹ اکتبر ۱۹۹۴) ژیمناست هنری اهل فنلاند بود.